# 米西显圣观
米西显圣观，位于山西省晋城市高平市米山镇米西村，是一处山西省文物保护单位。

## 保护
2021年8月4日，米西显圣观公布为第六批山西省文物保护单位，古建筑类，编号6-202。